# Oxidravita
L'oxidravita és un mineral de la classe dels silicats, que pertany al grup de la turmalina. Rep el nom per la seva relació amb la dravita, encara que no en sigui un anàleg d'aquesta.

## Característiques
L'oxidravita és un silicat de fórmula química Na(MgAl₂)MgAl₅(Si₆O18)(BO₃)₃(OH)₃O. Va ser aprovada com a espècie vàlida per l'Associació Mineralògica Internacional l'any 2012. Cristal·litza en el sistema trigonal.
Segons la classificació de Nickel-Strunz, l'oxidravita pertany a «09.CK - Ciclosilicats, amb enllaços senzills de 6 [Si₆O18]12-, amb anions complexos aïllats» juntament amb els següents minerals: fluorschorl, fluorbuergerita, cromiodravita, dravita, elbaïta, feruvita, foitita, liddicoatita, olenita, povondraïta, schorl, magnesiofoitita, rossmanita, oxivanadidravita, oxirossmanita, cromoaluminopovondraïta, fluordravita, fluoruvita, abenakiïta-(Ce), scawtita, steenstrupina-(Ce) i thorosteenstrupina.

## Formació i jaciments
Va ser descoberta a Osarara, al districte de Narok de la província de Rift Valley, a Kenya. També ha estat descrita a Namíbia, Rússia, l'Argentina, Bolívia, el Canadà, els Estats Units, l'oceà Atlàntic, la República Txeca, Eslovàquia, Suïssa i Itàlia.